# Anceya
Anceya là một chi ốc nước ngọt trong liên họ Cerithioidea.

## Các loài
Chi này gồm các loài:
- Anceya giraudi
- Anceya terebriformis